# ウィリアム・ピーター (第2代ピーター男爵)

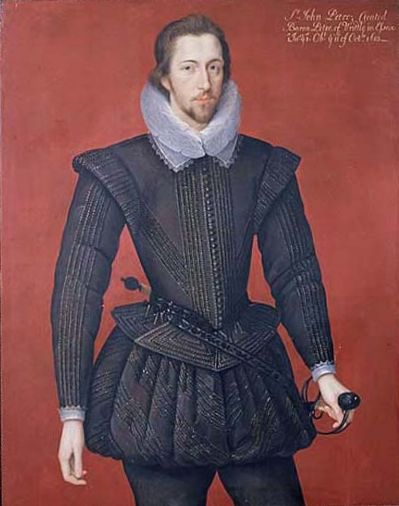
ウィリアム・ピーターの肖像画。マークス・ヘラート画、1599年。

第2代ピーター男爵ウィリアム・ピーター（英: William Petre, 2nd Baron Petre、1575年6月24日 – 1637年5月5日）は、イングランド王国の貴族、庶民院議員。

## 生涯
初代ピーター男爵ジョン・ピーターと妻メアリー（1604年8月11日没、サー・エドワード・ウォルドグレイヴの娘）の息子として、1575年6月24日にエセックス州ウェスト・ホーンドンで生まれた。洗礼式で初代バーリー男爵ウィリアム・セシル、第3代サセックス伯爵トマス・ラドクリフ、ノーサンバーランド伯爵夫人キャサリン・パーシーが代父母を務めた。
カトリックの家庭教師の教育を受けた後、1588年7月15日にオックスフォード大学エクセター・カレッジに入学、1591年2月4日にB.A.の学位を修得した。1593年5月18日、ミドル・テンプルに入学した。
1597年、エセックス選挙区で庶民院議員に選出された。
1603年5月7日、騎士爵に叙された。1613年10月11日に父が死去すると、ピーター男爵位を継承した。
1623年にエセックス州の治安判事に就任したが、カトリックだったため1625年に解任された。1626年にイングランド国教会に行かないことを責められ、1628年から1629年には危うく国教忌避で裁判にかけられるところになったが、国王チャールズ1世の介入で事なきを得た。
1637年5月5日にエセックス州ウェスト・ホーンドンで死去、12日にインゲートストン・ホールで埋葬された。長男ジョンが夭折したため、次男ロバートが爵位を継承した。

## 家族
1596年11月8日、キャサリン・サマセット（Katherine Somerset、1575年ごろ – 1624年10月30日、第4代ウスター伯爵エドワード・サマセットの娘）と結婚、7男3女をもうけた。
- エリザベス - ウィリアム・シェルドン（William Sheldon、1588年/1589年 – 1659年、エドワード・シェルドンの息子）と結婚[5]
- ジョン（1598年10月23日 – 1604年4月7日埋葬[1]）
- ロバート（英語版）（1599年9月22日 – 1638年10月23日） - 第3代ピーター男爵[1]
- メアリー（1600年12月23日 – 1640年12月14日） - 次女。1615年5月、第3代テイナム男爵ジョン・ローパーと結婚、子供あり[6]
- ウィリアム（英語版）（1602年7月28日 – 1678年1月16日） - 三男。翻訳家[7]
- ジョージ[1]
- キャサリン - ジョン・カリル（John Caryll）と結婚[8]